# Ricardo Lemos
Ricardo Lemos (Porto, 1986) é um escritor português.

## Biografia
Nasceu no Porto. Estudou cinema e escrita criativa. Escreveu crónicas de viagem para o Jornal de Notícias.
O seu primeiro romance, Desaparecida, foi vencedor do Prémio Nacional de Literatura Lions e finalista do Prémio Literário Fundação Eça de Queiroz/Fundação Millennium BCP 2023.

## Obra
- Desaparecida, Guerra e Paz Editores, 2021